# BadComedian
BadComedian (інший варіант: Євген BadComedian; справжнє ім'я — Євген Володимирович Баженов; нар. 24 травня 1991 року, Стерлітамак, Башкортостан, РРФСР) — російський кінокритик, актор і стенд-ап комік. BadComedian — псевдонім Євгенія Баженова і назва його основного каналу на YouTube.
Створює критичні огляди, насамперед на російські фільми, деколи — на американські, індійські та українські. Перший свій огляд опублікував на YouTube 28 березня 2011 року. Співпрацював з Caramba TV. Eurosport та Elle вважають Євгена «головним кінокритиком російського YouTube».
2015—2017 — виходив проєкт BadTrip, у якому Євген Баженов подорожує США, де були зняті відомі фільми й серіали. У своїй творчості орієнтувався на американських блогерів Nostalgia Critic і Spoony. Крім основного каналу BadComedian, Баженов також веде канали EvgenComedian (раніше GoodComedian), на якому викладають короткі позитивні рецензії на російські фільми, і BadNotDead, на якому публікують вилучені раніше огляди.

## Життєпис

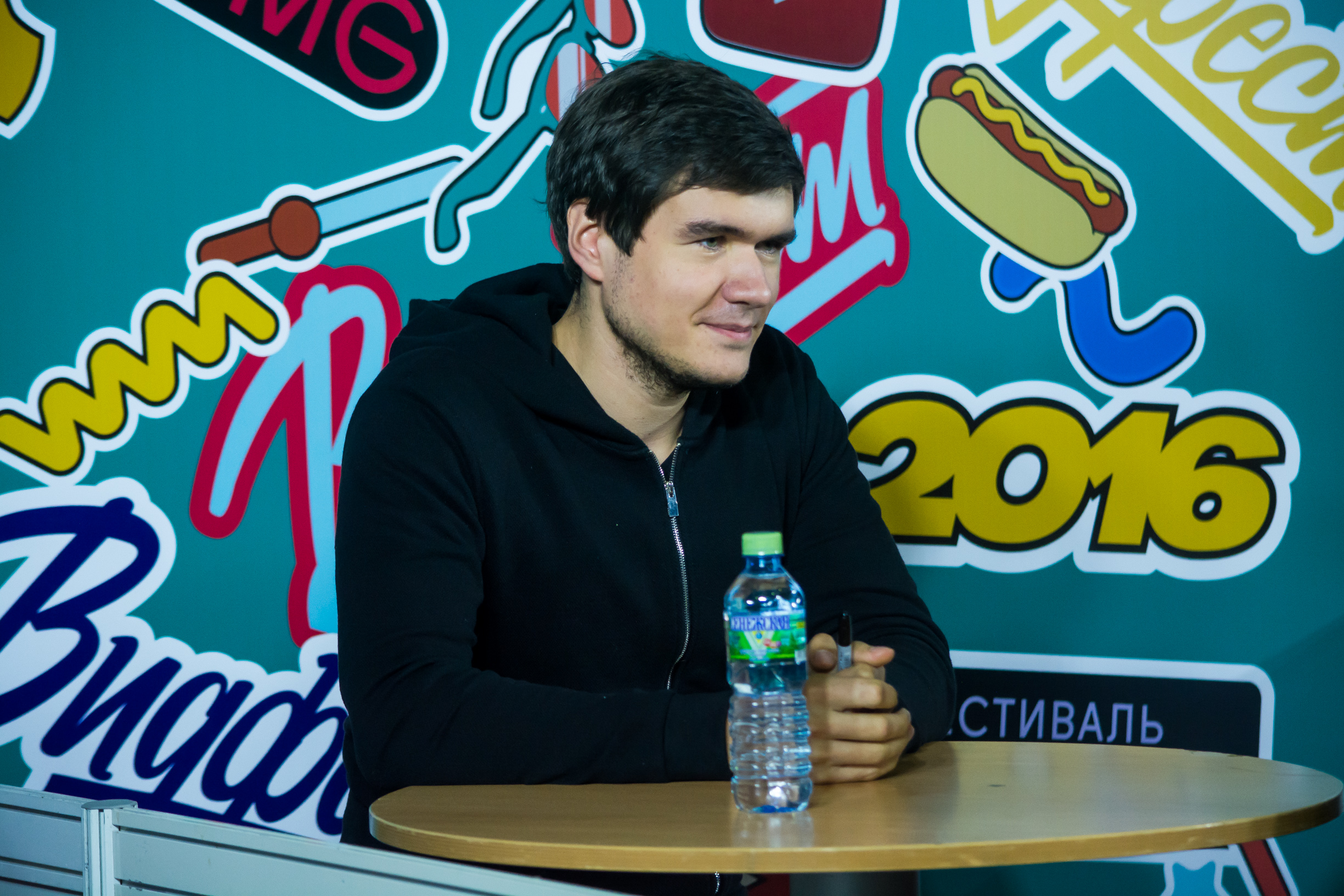
Баженов на Відфесті 2016 року у Москві (Росія).

Народився 24 травня 1991 року у Стерлітамаці (Башкортостан). У 12 років з батьками переїхав до Москви. Нині проживає у селищі міського типу Нахабіно, Московська область.
Закінчив Російський державний торгово-економічний університет. Факультет — комерція і маркетинг.
2013—2014, 2017 — гастролює з виступами в жанрі стенд-ап. Паралельно вів шоу на аналогічну тематику «ПроStandUp» на CarambaTV. 2017 провів новий стендап-тур, в тому числі у Харкові, Одесі та Києві.
2014 — спільно з Іваном Макаревичем і Максимом Голополосовим вів програму «Герої інтернету» на каналі «Перець». Один рік працював редактором в програмі «Вєсті. Події тижня» на каналі «Росія 24». У 2016 році був членом журі проєкту з розвитку регіонального кіно «CAST», в напрямку «кіноактор».

Ім'я користувача BadComedian — поєднання імені персонажа Комедіант з фільму «Хранителі» і слова «поганий», який передбачає, що Баженов вважає свої огляди саркастичними, а не гумористичними.

### Акторська діяльність
Знявся камео у фільмі «П'ятниця» та в ролі кіборга у фільмі «Хардкор».
Брав участь в дублюванні фільмів «Хотів би я бути тут», «Бивень», мультфільму «Повний розковбас» і анімаційного серіалу «Ніндзя в справі». Завдяки Баженову в Росії вийшов в прокат авторський фільм актора Зака Браффа «Хотів би я бути тут». В знак подяки Брафф запропонував йому озвучити головного героя в російському дубляжі.

## Фільми, які критикував BadComedian

### Російські фільми
- Супермен мимоволі, або еротичний мутант (1993)
- Червоний змій (2003)
- Московська спека (2004)
- Спека (2006)
- Іронія долі. Продовження (2007)
- Гітлер капут! (2008) — розкритикований у рецензії на фільм «Бабуся легкої поведінки»
- ЛОпуХИ: Епізод перший (2009)
- Легенда острова Двід (2010)
- Пригоди в тридесятому царстві (2010)
- Фобос: Клуб страху (2010)
- Однокласники.ru: НаCLICKай вдачу (2010)
- Убивство у Вегасі (2010)
- Стомлені Сонцем 2: Передстояння (2010)
- Стомлені Сонцем 2: Цитадель (2011)
- Велика ржака (2012)
- Той ще Карлосон! (2012)
- Джентальмени, удачі! (2012)
- Друзі друзів (2013)
- Сталінград (2013)
- Країна хороших діточок (2013)
- Казка.Є. (2013)
- Гірко! (2013)
- Гірко! 2 (2014)
- Корпоратив (2014)
- Чорна троянда (2014)
- Кавказька полонянка! (2014)
- Газгольдер (2014)
- Воїн (2015)
- Розбирання в Манілі (2015)
- Зламати блогерів (2015)
- Дизлайк (2016)
- Ялинки 5 (2016)
- Захисники (2017)
- Максимальний удар (2017)
- Бабуся легкої поведінки (2017)
- Рух вгору (2017)
- Крим (2017)
- Ялинки нові (2017)
- Фото на пам'ять (2018)
- Чернетка (2018)
- Тимчасові складнощі (2018)
- Клубаре (2018)
- Т-34 (2018)
- Мільярд (2019)
- Бабуся
   легкої поведінки 2 підстаркуваті месники (2019)
- Братство (2019)
- Тільки не вони (2019)
- Прибулець (2019)
- Кримський міст (2019)
- Ялинки останні (2018)
- (Не)ідеальний чоловік (2020)
- На Париж (2019)
- Союз порятунку (2019)
- Воротар галактики (2020)
- Безпосередньо Каха (2021)
- Напад на Ріо Браво(2022)

### Американські фільми
- Найманки
- Могутній Тор (2011) — огляд видалений з каналів
- Голодні ігри (2012)
- Геракл: Початок легенди (2013)
- Дивергент (2014)
- Інсургент (2015)
- 50 відтінків сірого (2015)
- Сам удома 5
- Міцний горішок. Гарний день, аби померти
- Термінатор: Генезис (2015)
- Аллегіант — частина 1 (2016)
- Чужий: Заповіт (2017)
- Червоний горобець (2018)
- Термінатор: Фатум (2019)

### Українські фільми
- Ржевський проти Наполеона (2012) — російсько-український фільм; розкритикований у рецензії на фільм «Бабуся легкої поведінки»
- Синевир (2014)
- Гвардія
- Гвардія 2

### Фільми інших країн
- Лускунчик і Щурячий Король (2010) — фільм спільного виробництва Великої Британії та Угорщини

## Ставлення до України
Баженов вважає себе радянським патріотом. Займає безладну позицію щодо вторгнення Росії в Україну. Вважає, що якби не розпався Радянський Союз, то нічого такого не сталося б. Після російського вторгнення в Україну 2022 року BadComedian довгий час зберігав мовчання, а потім випустив ролик на YouTube, у якому звинуватив український кінематограф у пропаганді, аналогічній російській, і висловив теорію змови, що війну таємно розпалюють бізнесмени, які розпалюють ненависть, щоб заробляти гроші на пропагандистських фільмах і зменшити кількість населення Росії до 30 мільйонів, оскільки решта після розпаду СРСР «не вписались в ринок».
Позиція Баженова була розкритикована українськими блогерами та журналістами за урівнювання військової агресії та захисту власного державного суверенітету.

## Рецензії

### Реакції на рецензії
За словами Баженова, він отримував погрози подання позовів до суду від оточення артиста Михайла Галустяна, режисера Максима Воронкова і бодибілдера Олександра Невського після публікації оглядів на їхні фільми. Олександр Невський (Куріцин) назвав Баженова «хейтером», а Галустян заявив, що Баженов «ображає особистості, порушує авторські права і висловлює неконструктивну критику».
Є приклади позитивної реакції від авторів і акторів фільмів. Репер Баста позитивно відгукнувся про критичний огляд на його фільм «Газгольдер», а співак Олексій Воробйов похвалив огляд на фільм з його участю «Скарби О. К.». Сам Баженов зізнавався, що йому подобається творчість режисерів Юрія Бикова, Віктора Шамірова, Романа Карімова і Євгена Шелякіна.
Про Баженова позитивно відгукувався блогер і публіцист Дмитро Пучков, назвавши його «веселим і розумним» і зазначивши його працездатність і «дивні» для його віку «погляди на життя». Кінокритик Олексій Екслер зазначив творче зростання Баженова і похвалив за помірне використання нецензурної лексики в оглядах.

### Фільм«Зламати блогерів»

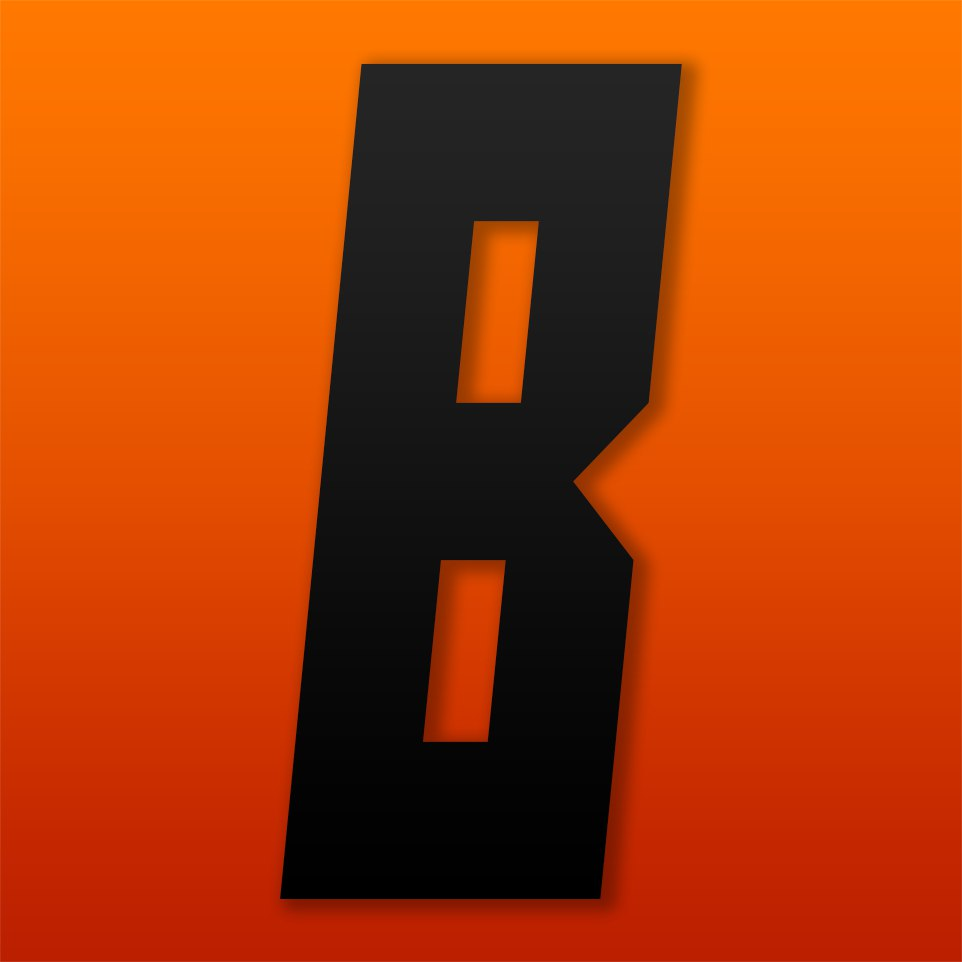
Логотип каналу Євгена.

Після публікації критичного огляду на фільм «Зламати блогерів», в якому Євген розкритикував російський «Фонд кіно», це викликало резонанс в ряді ЗМІ, міністр культури РФ Мединський назвав фільм «творчою невдачею», а керівництво Фонду заявило про проведення розслідування щодо доцільності спонсорування фільму. У студії «Базелевс» після виходу огляду назвали Баженова «недоброзичливцем російської кіноіндустрії».

### Синевир
8 вересня 2014 року опублікував рецензію на український фільм «Синевир», де повністю розкритикував цей фільм жахів. Варто зазначити, що на IMDB цей фільм має 3.3 бали за оцінками глядачів.

### Фільм «Крим»
10 грудня 2017 опублікував 54-хвилинну рецензію на російський фільм «Крим» режисера Олексія Піманова, який вийшов в прокат 28 вересня того ж року. Сатиричне відео подивилися понад двадцять мільйонів глядачів, водночас стрічку самого Піманова — тільки півтора мільйона. Блогер розкритикував фільм за ганебну акторську гру, неякісні зйомки, незрозумілість сюжетної лінії, оскільки «ні суті конфлікту, ні суті суперечностей, ні навіть нормальної любовної історії на тлі страшних подій немає».
Євген Баженов відзначив нелогічну поведінку однієї з головних героїнь фільму — Олени, назвавши її «найбільш неадекватним персонажем за всю історію кінематографа». Автор каналу також вказав на величезний бюджет фільму, а саме понад 5,8 млн доларів, який за розміром майже не поступається бюджету стрічки «Притяжение» Федора Бондарчука. На думку кінокритика, творці фільму «просто хотіли підняти бабла. Вибрали гаряченьку тему, яку вже точно проспонсорує держава, і зняли. Ну, а на підсумковий результат всім було начхати».

## Фільмографія
| Рік  | Українська назва | Оригінальна назва    | Роль   |
| ---- | ---------------- | -------------------- | ------ |
| 2015 | Хардкор          | англ. Hardcore Henry | кіборг |
| 2016 | П'ятниця         | рос. Пятница         | камео  |

### Дубляж
| Рік  | Українська назва    | Оригінальна назва     | Роль дубляжу |
| ---- | ------------------- | --------------------- | ------------ |
| 2012 | Ніндзя у справі     | рос. Ниндзя в деле    |              |
| 2014 | Хотів би я бути тут | англ. Wish I Was Here | Ейден Блум   |
| 2014 | Бивень              | англ. Tusk            | Тедді Крафт  |
| 2016 | Повний розковбас    | англ. Sausage Party   | Жвач         |